# Anna av Brandenburg (1487–1514)

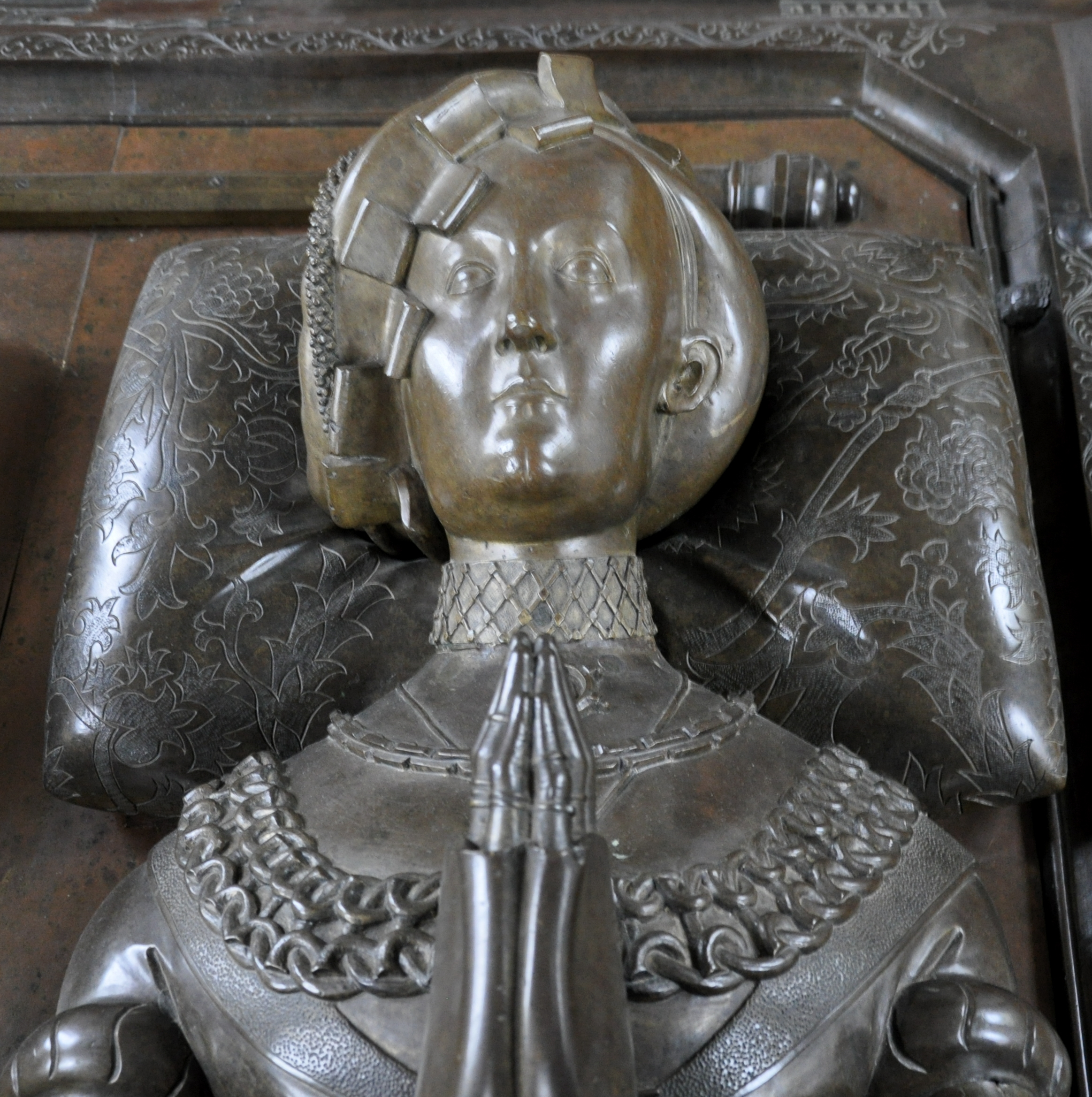
Anna av Brandenburg

Anna av Brandenburg, född 27 augusti 1487 i Berlin, kurfurstendömet Brandenburg, död 3 maj 1514 i Kiel, Holstein, var en dansk prinsessa och hertiginna av Schleswig och hertigdömet Holstein som gift med den framtide kung Fredrik I av Danmark. Hon var dotter till kurfurst Johan Cicero av Brandenburg och Margareta av Thüringen, och syster till kurfurst Joakim I av Brandenburg. 
Hennes fars kusin var mor till Fredrik, och äktenskapet krävde därför en dispens från påven. Anna och Fredrik trolovades år 1500 och gifte sig i Stendal den 10 april 1502. Det finns inte så mycket information om Anna. Det noterades dock, att hon tillbringade somrarna med sin man i Rodenæs vid Tønder-Egnen, och att hon där inte själv iakttog de katolska fastedagarna, utan betalade andra att fasta för sig.

## Barn
1. Kristian III av Danmark (Christian av Holstein) född 1503, död 1559.
2. Dorotea av Danmark född 1504, död 1547.